# Obfelden
Obfelden är en ort och kommun i distriktet Affoltern i kantonen Zürich, Schweiz. Kommunen har 5 881 invånare (2023).